# دايفيد كيرشنر
دايفيد كيرشنر (بالإنجليزية: David Kirschner)‏ هو منتج أفلام وكاتب سيناريو أمريكي، ولد في 29 مايو 1955 في لوس أنجلوس في الولايات المتحدة.

## وصلات خارجية
- دايفيد كيرشنر على موقع IMDb (الإنجليزية)
- دايفيد كيرشنر على موقع ألو سيني (الفرنسية)
- دايفيد كيرشنر على موقع أول موفي (الإنجليزية)
- دايفيد كيرشنر على موقع قاعدة بيانات الأفلام السويدية (السويدية)
- دايفيد كيرشنر على موقع ديسكوغز (الإنجليزية)
- دايفيد كيرشنر على موقع قاعدة بيانات الفيلم (الإنجليزية)
- دايفيد كيرشنر على موقع كينوبويسك (الروسية)